# Élections législatives de 1908 aux îles Féroé
Les élections législatives féroïennes se sont tenues le 2 février 1908. Elles ont donné une victoire encore plus large que celle de 1906 au Parti de l'union qui remporte 13 des 20 sièges composant le Løgting des Îles Féroé.

## Résultats
| Parti | Parti                       | Voix  | %     | +/-        | Sièges | +/-        |
| ----- | --------------------------- | ----- | ----- | ---------- | ------ | ---------- |
|       | Parti de l'union            | 663   | 66,10 | 3,7        | 13     | 1          |
|       | Parti de l'autogouvernement | 340   | 33,90 | 3,7        | 7      | 1          |
| Total | Total                       | 1 003 | 100   | stagnation | 20     | stagnation |